# Местни избори в Латвия (2017)
Местните избори в Латвия се провеждат на 3 юни 2017 г. Гражданите на Латвия и други страни от ЕС избрат 119 регионални органа на властта: 110 регионални съвета и 9 съвета на градове с републиканско подчинение. Изборите се организират от Централната избирателна комисия. Броят на представителите в местните съвети зависи от броя на населението на общината и може да бъде – 9, 13, 15, 17 или 19 места. Изключение прави Общинският съвет на Рига, който се състои от 60 места.
В Рига съвместната листа на Социалдемократическа партия „Съгласие“ и Чест да служа на Рига печели мнозинство.

## Изборна кампания
За участие в избори за различни местни власти са регистрирани 599 листи, включително 8945 кандидати. От тях 465 листи са представени от партии поотделно, 31 листи са предложени от коалиции от няколко партии, а 103 листи са представени от сдружения на избирателите. Етническият състав на кандидатите е следният: 77,46% латвийци, 16,99% отказват да посочат националността си, 3,70% руснаци, 0,48% поляци и 1,37% други.
Предсрочното гласуване на изборите за местна власт започва в сряда, 31 май. В първия ден на предсрочното гласуване в избирателните секции присъстват 2,7% от избирателите или над 39 хиляди души. Общо за периода от 31 май до 2 юни гласуват 11,6% от избирателите, или 167 хиляди души. В края на изборите избирателната активност е 50,41% (727 839 души).